# Sebastian Posch
Sebastian Posch (* 27. Juli 1936 in Angath; † 2. Juli 2023 in Brixen im Thale) war ein österreichischer Altphilologe.

## Leben
Sebastian Posch stammt aus Tirol. Er besuchte die Volksschule in Brixen im Thale und anschließend das Erzbischöfliche Gymnasium Borromäum in Salzburg. Die Matura bestand er mit Auszeichnung. Er studierte zunächst Theologie an der Päpstlichen Universität Gregoriana in Rom, wechselte aber im folgenden Jahr Universität und Studienfach: Er ging an die Universität Innsbruck und studierte Klassische Philologie mit einem Begabtenstipendium der Tiroler Landes-Gedächtnis-Stiftung. Noch vor dem Studienabschluss arbeitete er als wissenschaftliche Hilfskraft am Institut für Klassische Philologie.
In seiner Dissertation untersuchte Posch die Theokrit-Rezeption bei Vergil. Die Arbeit wurde von Wolf Steidle und Robert Muth betreut und nach ihrem Erscheinen (1969) von der Fachwelt positiv aufgenommen. Sie brachte Posch die Promotion sub auspiciis praesidentis rei publicae Austriacae ein (1966).
Nach der Promotion blieb Posch an der Universität Innsbruck tätig. Er arbeitete als Assistent am Institut für Klassische Philologie. Ab 1971 war er gemeinsam mit Robert Muth Schriftleiter des Anzeigers für die Altertumswissenschaft, seit 1987 alleiniger Schriftleiter. Seit 2001 stand ihm ein zweiter Schriftleiter zur Seite.
Im Februar 1982 habilitierte sich Posch mit einer Arbeit zu Ovids Tristien. 1991 erhielt er den Titel eines ordentlichen Professors. Im Oktober 1997 wurde er zum außerordentlichen Professor ernannt. Seit 1997 ist er außerdem Herausgeber der Reihe Commentationes Aenipontanae, in denen Erstlingsarbeiten der Innsbrucker Absolventen erscheinen. Im Oktober 2001 trat Posch in den Ruhestand.
Im September 2008 erhielt Posch „in Anerkennung seiner Verdienste um die Tiroler Wissenschaftslandschaft“ das Österreichische Ehrenkreuz für Wissenschaft und Kunst I. Klasse.

## Schriften (Auswahl)
- Beobachtungen zur Theokrit-Nachwirkung bei Vergil. Innsbruck 1969 (Dissertation)
- P. Ovidius Naso, Tristia I: Interpretationen. Innsbruck 1983 (Habilitationsschrift)
- Brixen im Thale 788–1988. Ein Heimatbuch. Brixen im Thale 1988